# Theodor Leberecht Steingräber
Theodor Leberecht Steingräber (* 25. Januar 1830 in Neustadt an der Orla; † 5. April 1904 in Leipzig) war ein deutscher Musikverleger.

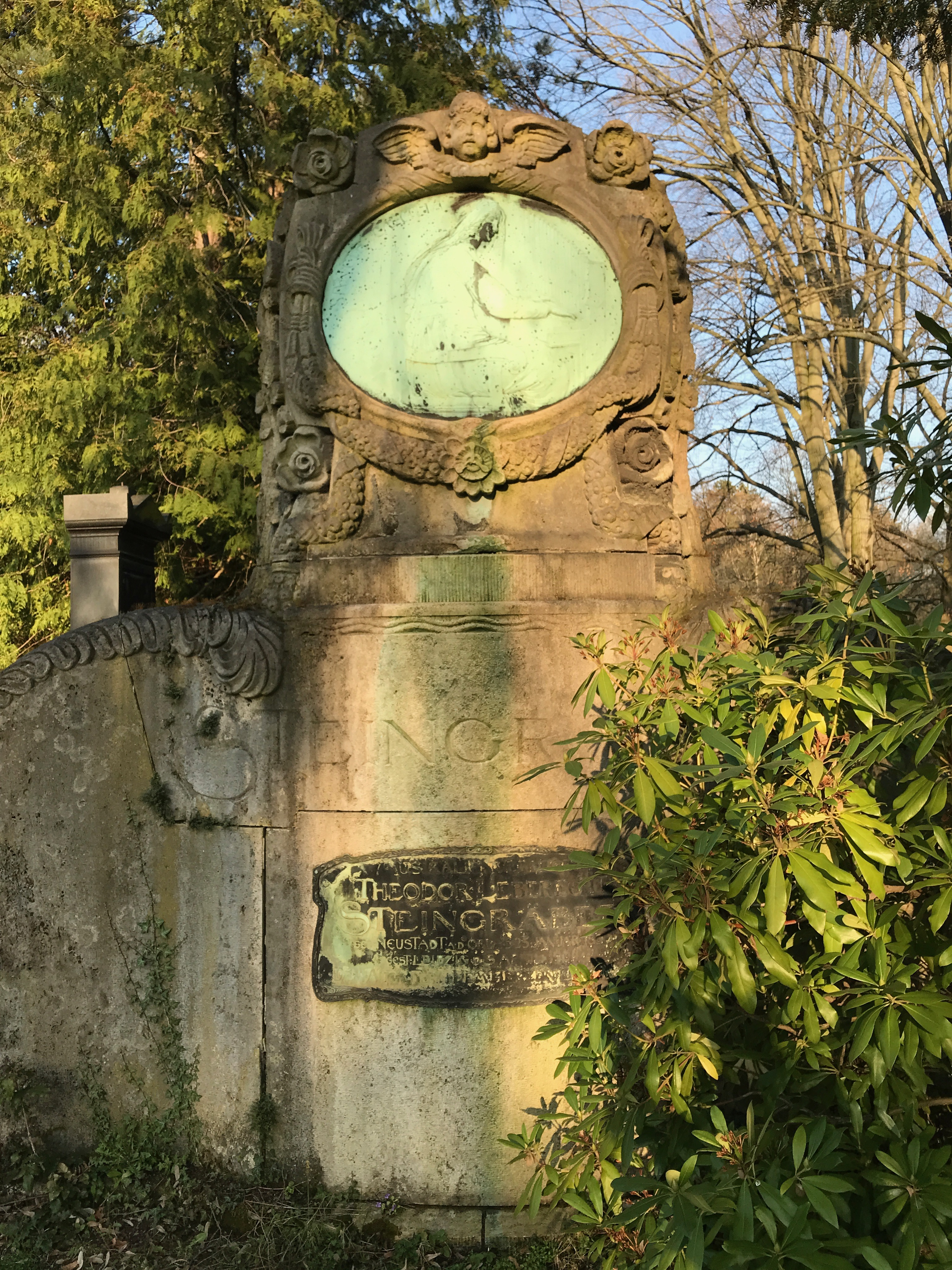
Grab von Theodor Leberecht Steingräber auf dem Leipziger Südfriedhof

## Leben
Steingräber, Sohn des Klavierbauers Johann Gottlieb Steingräber (1800–1861), verfasste für seine Töchter Clara und Mathilde eine Klavierschule, die er 1868 in Leipzig unter dem Pseudonym Gustav Damm veröffentlichte. Dieses Lehrwerk war so erfolgreich, dass Steingräber selbst am 1. Januar 1878 einen eigenen Musikverlag in Hannover gründete, den Steingräber-Verlag. 1890 verlegte er den Firmensitz nach Leipzig, dem deutschen Zentrum des Verlagswesens. 
Er verlegte unter anderem Werke von Komponisten wie Richard Strauss und Ermanno Wolf-Ferrari.
Nach Steingräbers Tod im Jahr 1904 wurden seine beiden Töchter Mitgesellschafterinnen des Verlages.